# John Joly
John Joly (1er novembre 1857 - 8 décembre 1933) est un physicien irlandais et professeur de géologie à l'Université de Dublin, connu pour son développement de la radiothérapie dans le traitement du cancer. Il est également connu pour avoir développé des techniques permettant d'estimer plus précisément l'âge d'une période géologique, en se basant sur les éléments radioactifs présents dans les minéraux, la datation uranium-thorium .

## Carrière
Joly est né à Holywood House (le presbytère de l'Église d'Irlande), Bracknagh, comté d'Offaly, Irlande. Il est un cousin germain de Charles Jasper Joly, l'astronome. Il entre au Trinity College de Dublin en 1876, obtient son diplôme d'ingénieur en 1882 à la première place avec plusieurs certificats spéciaux dans les branches de l'ingénierie, obtenant en même temps un First Class Honours en littérature moderne. Il travaille comme démonstrateur dans les départements d'ingénierie et de physique de Trinity avant de succéder à William Johnson Sollas à la chaire de géologie et de minéralogie en 1897, poste qu'il occupe jusqu'à sa mort en 1933 à Dublin .

## Travail scientifique
Joly rejoint la Royal Dublin Society en 1881 alors qu'il est encore étudiant et est un contributeur fréquent d'articles. Son premier article scientifique est publié en 1883, sur l'utilisation des instruments météorologiques à distance. Au cours de sa carrière, il écrit plus de 270 livres et articles scientifiques.
En 1886, Joly propose une théorie sur la glissance de la glace . Selon Joly, lorsque la glace est forcée de se contracter par la pression appliquée, un film d'eau liquide se forme, sur lequel se produit un véritable glissement. Bien que cette théorie ait été récemment dépassée, c'est la première fois que quelqu'un essaie d'expliquer le mécanisme derrière le faible frottement de la glace.
Le 17 mai 1899, Joly lit son article, "Une estimation de l'âge géologique de la Terre", à la Royal Dublin Society. Il y propose de calculer l'âge de la terre à partir de l'accumulation de sodium dans les eaux des océans. Il calcule la vitesse à laquelle les océans auraient dû accumuler du sodium à partir des processus d'érosion et détermine que les océans ont environ 80 à 100 millions d'années . L'article est rapidement publié, apparaissant 4 mois plus tard dans les Transactions Scientifiques de la Société . Bien que cette méthode ait été plus tard considérée comme imprécise et par conséquent remplacée, elle a radicalement modifié les résultats des autres méthodes en usage à l'époque.
En 1903, il publie un article dans Nature dans lequel il discute de la possibilité d'utiliser le radium pour dater la Terre et étudie ensuite le contenu radioactif de la croûte terrestre pour formuler une théorie des cycles thermiques, et examine les constituants radioactifs de certaines roches comme un moyen de calculer leur âge. Travaillant en collaboration avec Sir Ernest Rutherford, il utilise la désintégration radioactive des minéraux pour estimer, en 1913, que le début de la période dévonienne ne peut pas être inférieur à 400 millions d'années, une estimation qui est conforme aux calculs modernes.
Joly est président de la section C (géologie) lorsque la British Science Association se réunit à Dublin en 1908, au cours de laquelle il présente son article "Uranium and Geology", une adresse à la société. Ce travail décrit les matières radioactives dans les roches et leur rôle dans la génération de la chaleur interne de la Terre.
Avec son ami Henry Horatio Dixon, Joly avance également la théorie de la cohésion-tension qui est maintenant considérée comme le principal mécanisme du mouvement ascendant de l'eau dans les plantes.
En 1914, il met au point une méthode d'extraction du radium et l'applique au traitement du cancer. En tant que gouverneur de l'hôpital Dr Steevens à Dublin, en collaboration avec Walter Stevenson, il conçoit des méthodes de radiothérapie et promeut la création par la Royal Dublin Society de l'Irish Radium Institute où ils sont les pionniers de la « méthode Dublin » consistant à utiliser une aiguille creuse pour la radiothérapie profonde, une technique qui s'est ensuite répandue dans le monde entier. L'Institut du Radium fournit également pendant quelques années des tubes capillaires contenant du radon aux hôpitaux pour le traitement des tumeurs .

## inventions
Joly invente également un photomètre pour mesurer l'intensité lumineuse, un meldomètre pour mesurer les points de fusion des minéraux, un calorimètre différentiel à vapeur pour mesurer les chaleurs spécifiques et un thermomètre à gaz à volume constant, qui portent tous son nom, ainsi qu'un des premiers colorimètres. les procédés photographiques, la trame couleur Joly. C'est le premier procédé réussi pour produire des images en couleur à partir d'une seule plaque photographique .

## Honneurs
Joly est élu membre de la Royal Society of London en 1892, reçoit la médaille Boyle de la Royal Dublin Society en 1911 , la médaille royale de la Royal Society en 1910 et la médaille Murchison de la Société géologique de Londres en 1923. Il reçoit également des diplômes honorifiques de l'Université nationale d'Irlande, de l'Université de Cambridge et de l'Université du Michigan. Après sa mort, ses amis souscrivent la somme de 1 700 £ pour créer un fonds commémoratif qui est toujours utilisé pour promouvoir les conférences annuelles Joly Memorial à l'Université de Dublin, qui sont inaugurées par Sir Ernest Rutherford en 1935. Il est également rappelé par la Joly Geological Society, une association géologique étudiante créée en 1960 .
En 1930, Oliver Sheppard est chargé par le Trinity College de Dublin et la Royal Dublin Society de leur faire des copies d'un buste de Joly.
En 1973, un cratère sur Mars est nommé en son honneur.